# Stanislav Txertxéssov
Stanislav Salàmovitx Txertxéssov (rus: Станислав Саламович Черчесов, en osseta:osseta: Черчесты Саламы фырт Станислав; 2 de setembre de 1963) és un entrenador de futbol i exfutbolista internacional rus d'ascendència osseta que va jugar de porter per la URSS i Rússia. L'agost de 2016 va ser nomenat seleccionador de la selecció nacional russa amb l'objectiu d'arribar a les semifinals de la Copa del Món de Futbol de 2018.

## Carrera internacional
Txertxéssov va jugar per Rússia a la Copa del Món de Futbol de 1994 i al Campionat d'Europa de futbol 1996. Va jugar 39 partits per la selecció nacional. Txertxéssov també va jugar un partit per l'equip de la FIFA en un amistós solidari contra Amèrica el 1995, i en un Europa-Àfrica el 1997.

## Carrera com a entrenador
Txertxéssov va ser entrenador del FC Kufstein des del gener fins al novembre de 2004 i entrenador del FC Wacker Tirol des del novembre de 2004 fins al maig de 2006. Del juny de 2006 al juny de 2007 va ser director esportiu del FC Spartak Moscow. Des del 19 de juny de 2007 i fins al 14 d'agost de 2008 va ser l'entrenador del FC Spartak Moscow. Va ser entrenador de l'Amkar Perm des del juny de 2013 fins a l'abril de 2014.
El 8 d'abril de 2014, Txertxéssov va deixar l'Amkar Perm.
El 9 d'abril de 2014, Txertxéssov va ser nomenat entrenador del FC Dynamo Moscow en substitució de Dan Petrescu. Va deixar el Dynamo per consens mutu el 13 de juliol de 2015.
El 6 d'octubre de 2015, va esdevenir entrenador del Legia Warsaw polonès.

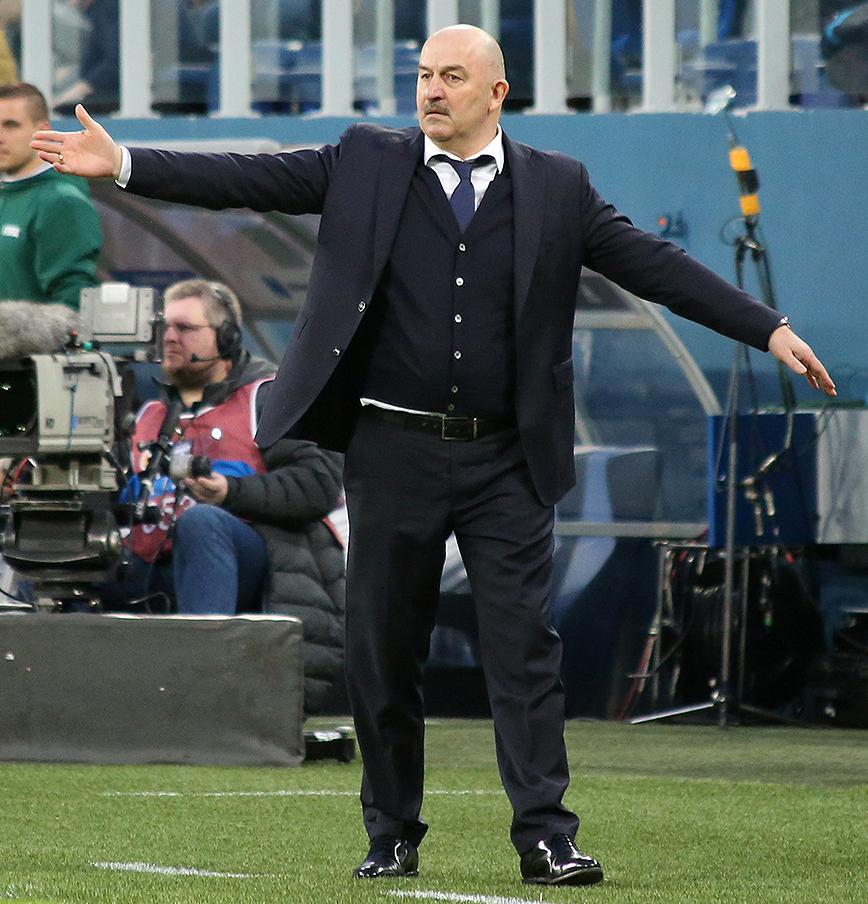
Txertxéssov, com a seleccionador rus, durant un partit amistós contra França. (27 de març de 2018)

L'agost de 2016, Txertxéssov va ser nomenat nou seleccionador de Rússia amb un contracte de dos anys per la Copa del Món de Futbol de 2018. Sota la seva direcció, Rússia guanyaria l'Aràbia Saudita 5-0 i Egipte 3-1, qualificant-se, per primer cop des de 1986, i també des de la caiguda de la Unió Soviètica, per la fase eliminatòria.

## Estadístiques com a entrenador
Actualitzat el 25 de juny de 2018
| Equip        | País    | Inici               | Final             | Historial | Historial | Historial | Historial | Historial    | Historial      | Historial          | Historial                | Referències |
| Equip        | País    | Inici               | Final             | Partits   | V         | E         | D         | Gols a favor | Gols en contra | Diferència de gols | Percentatge de victòries | Referències |
| ------------ | ------- | ------------------- | ----------------- | --------- | --------- | --------- | --------- | ------------ | -------------- | ------------------ | ------------------------ | ----------- |
| Legia Warsaw | Polònia | 6 d'octubre de 2015 | 1 de juny de 2016 | 35        | 23        | 6         | 6         | 63           | 20             | +43                | 65,71%                   | -           |
| Rússia       | Rússia  | 11 d'agost de 2016  | Actualitat        | 23        | 7         | 6         | 10        | 34           | 34             | 0                  | 30,43%                   | [ 8 ]       |
| Total        | Total   | Total               | Total             | 58        | 30        | 12        | 16        | 97           | 54             | +43                | 51,72%                   | -           |

## Palmarès

### Jugador
Spartak Moscow
- Lliga soviètica de futbol: 1987, 1989
- Lliga russa de futbol: 1992, 1993
- Copa soviètica de futbol: 1992

FC Tirol Insbruck
- Lliga austríaca de futbol: 1999-2000, 2000-2001, 2001-2002

Individual
- Millor porter de la URSS del 1989 i 1990
- Millor porter de Rússia de 1992

### Entrenador
Legia Warsaw
- Lliga polonesa de futbol: 2015-2016
- Copa polonesa de futbol: 2015-2016

## Vida personal
Txertxéssov està casat i té dos fills. El seu fill, Stanislav, també és porter.